# Puccinellia
Puccinellia là một chi thực vật có hoa trong họ Hòa thảo (Poaceae).

## Loài
Chi Puccinellia gồm các loài: